# The shades of truth
The shades of truth (Las cortinas de la verdad en español) es el segundo disco del guitarrista de Salamanca Tony Hernando, publicado en el 2002.

## Temas
- 01 At The Crossroads
- 02 Behind The Catwalk
- 03 House Of Glass
- 04 Uncommon Vision
- 05 Slow Blues
- 06 The Silence Of Loss
- 07 Broken Hero
- 08 The Edge
- 09 Outsiders
- 10 Eleven 30
- 11 Still Believe

- Datos: Q6145644